# 高自治
高自治（1542年—1594年），字思勉，號养斋，山西太原右衛人，官籍，明朝政治人物。

## 生平
隆慶四年（1570年）庚午科順天府鄉試第四十八名舉人。隆慶五年（1571年）聯捷辛未科會試第二百三十四名，三甲第八十七名進士。户部觀政，授安塞知县，六年调任渑池县，调镇原县，萬曆四年（1576年）致仕。丁憂。十一年起用，降河南按察司经历，十二年复除湖广，十三年升杭州府通判，十四年降闲散，十五年升陕西按察司知事，十六年升夔州府通判，二十二年卒。

## 家族
曾祖高謙，壽官；祖父高泰；父高雲，母張氏；繼母馬氏、李氏。具庆下。